# 따르고
따르고는 생활 밀착형 자율주행 물류 배송로봇이다.

## 상세
현대자동차그룹의 모빌리티 연구 개발 과정에 속한 배송 로봇이며, 2021년부터 현대글로비스 신사옥에서 시범 운영 중이다.
가정 또는 사무실에서 택배 및 우편물을 자동으로 배송하는 목적으로 개발됐다. 크기는 가로 695.5mm, 세로 940.2mm, 높이 1,244mm이다. 최고 이동속도는 1.2m/s이며, 최대 적재중량은 60~100kg이다. 1회 충전 시 작동시간은 8시간이며, 배터리 교환 및 포트 충전 방식으로 작동된다.
자율주행 물류 배송로봇 서비스는 현대글로비스가 구축한 실내 언택트 안심 배송 플랫폼을 기반으로 이용자가 배송 장소 및 시간을 지정하고, 배송로봇에 간단한 인증 후 물품 수령이 가능한 구조로 이뤄진다. 로봇에는 초음파 센서를 활용한 자율주행 기능과 자체 알고리즘을 활용한 동적 장애물 회피 기능이 적용됐다.

## 같이 보기
- 현대자동차그룹
- 현대글로비스